# 张春林 (1965年)
张春林（1965年2月—），四川德阳人。男，汉族。新疆大学经济与管理学院人口、资源与环境经济学专业毕业，在职研究生学历，经济学博士。1986年8月参加工作，1986年1月加入中国共产党。曾任中共新疆维吾尔自治区党委副书记、中共山西省委副书记，现任山西省政协主席、党组书记。中国共产党第二十届中央候补委员。

## 生平
2000年12月起，历任新疆维吾尔自治区乡镇企业管理局党组副书记、局长、中共博尔塔拉蒙古自治州党委常委、常务副州长等职。
2011年1月，进入新疆维吾尔自治区审计厅工作，任党组副书记、厅长。
2013年3月，转任新疆维吾尔自治区发展和改革委员会党组副书记、主任。同年6月起，兼任自治区对口援疆工作协调领导小组办公室主任。
2017年2月，任命张春林为自治区人民政府副主席，此后仍兼任自治区发改委主任和自治区对口援疆工作协调领导小组办公室主任两职。
2018年1月，升任中共新疆维吾尔自治区党委常委，并任自治区人民政府常务副主席，在所有副主席中排名第三。
2021年4月，任新疆维吾尔自治区党委副书记。同年10月，兼任自治区党委宣传部部长。
2023年11月，张春林调任山西，出任中共山西省委副书记。
2025年1月，任山西省政协主席、党组书记。